# Bonea cippata
Bonea cippatus is een hooiwagen uit de familie Podoctidae. De wetenschappelijke naam van Bonea cippatus gaat terug op Roewer. De originele naamcombinatie (protoniem) was Zmissolus cippatus Roewer, 1927. 
Later werd het geslacht Zmissolus een junior synoniem van Bonea in Suzuki 1977 gemaakt. Een naamrecombinatie in sommige online bronnen was Bonea cippatus, maar blijkbaar niet overgenomen in taxonomische publicaties. Na 2023 de geldige combinatie is Bonea cippata (Roewer, 1927).